# Dezoksihipuzin sintaza
Dezoksihipuzin sintaza (EC 2.5.1.46, spermidin:eIF5A-lizin 4-aminobutiltransferaza (formira propan-1,3-diamin)) je enzim sa sistematskim imenom (eIF5A-prekurzor)-lizin:spermidin 4-aminobutiltransferaza (formira propan-1,3-diamin). Ovaj enzim katalizuje sledeću hemijsku reakciju
[eIF5A-prekurzor]-lizin + spermidin {\displaystyle \rightleftharpoons } [eIF5A-prekurzor]-dezoksihipuzin + propan-1,3-diamin (sveukupna reakcija)
(1a) spermidin + + {\displaystyle \rightleftharpoons } dehidrospermidin + NADH
(1b) dehidrospermidin + [enzim]-lizin {\displaystyle \rightleftharpoons } -(4-aminobutiliden)-[enzim]-lizin + propan-1,3-diamin
(1c) -(4-aminobutiliden)-[enzim]-lizin + [eIF5A-prekurzor]-lizin {\displaystyle \rightleftharpoons } -(4-aminobutiliden)-[eIF5A-prekurzor]-lizin + [enzim]-lizin
(1d) -(4-aminobutiliden)-[eIF5A-prekurzor]-lizin + NADH + H+ {\displaystyle \rightleftharpoons } [eIF5A-prekurzor]-dezoksihipuzin + +
Eukariotski inicijacioni faktor eIF5A sadrži hipuzinski ostatak koji je esencijalan za aktivnost. Ovaj enzim katalizuje prvu reakciju formiranja hipuzina.

## Literatura
- Nicholas C. Price; Lewis Stevens (1999). Fundamentals of Enzymology: The Cell and Molecular Biology of Catalytic Proteins (Third изд.). USA: Oxford University Press. ISBN 019850229X.
- Eric J. Toone (2006). Advances in Enzymology and Related Areas of Molecular Biology, Protein Evolution (Volume 75 изд.). Wiley-Interscience. ISBN 0471205036.
- Branden C; Tooze J. Introduction to Protein Structure. New York, NY: Garland Publishing. ISBN 0-8153-2305-0.
- Irwin H. Segel. Enzyme Kinetics: Behavior and Analysis of Rapid Equilibrium and Steady-State Enzyme Systems (Book 44 изд.). Wiley Classics Library. ISBN 0471303097.
- William P. Jencks (1987). Catalysis in Chemistry and Enzymology. Dover Publications. ISBN 0486654605.

## Spoljašnje veze
- Deoxyhypusine+synthase на 